# The Swinging Buddy Rich
The Swinging Buddy Rich is een jazz-album met liedjes, opgenomen in Los Angeles in 1953 en 1954 door Buddy Rich met Harry Edison en anderen. De release van de eerste 6 tracks vond plaats op een Norgran Records Langspeelplaat in 1954.  Een 12 inch Norgran LP met drie tracks meer verscheen in 1955. 

## Nummers
Opname op Norgran Records (EPN-37) vermoedelijk in 1954.
1. "Let's Fall in Love" (Harold Arlen, Ted Koehler) – 2:50
2. "Me and My Jaguar" (Rich) – 3:48
3. "Just Blues" (Edison, Rich) – 6:27
4. "Sweets' Opus No. 1" (Edison) – 2:37
5. "Strike It Rich" (Johnny Mandel) – 6:32
6. "Sportin' Life" ("Sweetie Pie") (Edison) – 2:36
7. "Sonny and Sweets" (Rich, Edison) – 4:42
8. "The Two Mothers" (Rich, Edison) – 6:01
9. "Willow Weep for Me" (Ann Ronell) – 7:02

Tracks 1-3 = Kant A van de originele 10" LP release (Norgran MGN 26)

Tracks 4-6 = Kant B van de original release

## Bezetting
- Buddy Rich - Drums
- Benny Carter - Alto Sax
- George Auld Tenor - Sax
- Bob Lawson Baritone - Sax
- Harry Edison - Trompet
- Milt Berngart - Trombone
- John Simmons - Bass
- Jimmy Rowles - Piano